# Antigny (Vienne)
Antigny é uma comuna francesa na região administrativa da Nova Aquitânia, no departamento de Vienne. Estende-se por uma área de 43,93 km². Em 2010 a comuna tinha 560 habitantes (densidade: 12,7 hab./km²).